# بلک‌اوت (آلبوم بریتنی اسپیرز)
بلک‌اوت (به انگلیسی: Blackout) پنجمین آلبوم استودیویی از خواننده آمریکایی بریتنی اسپیرز است، که در ۲۵ اکتبر ۲۰۰۷، توسط جایو رکوردز منتشر شد. آلبوم بین سال‌های ۲۰۰۶ تا ۲۰۰۷ ضبط شد، که در طی این مدت، کش‌مکش‌های شخصی اسپیرز و رفتارهای نامنظم او به شدت عمومیت داشت و پروژه‌های حرفه‌ای او را تحت تأثیر قرار داده بود. بلک‌اوت عمدتاً یک اثر دنس پاپ و الکتروپاپ با تأثیراتی از یورو دیسکو و دابستپ است؛ و تم‌های اشعاری به مضامین جمله عشق، شهرت، موشکافی رسانه‌ها، سکس و کلابینگ می‌پردازد. آلبوم شامل آوازهای مهمان از کری هیلسون، روبین، فارل ویلیامز و دنجا است. اسپیرز در تهیه آلبوم با تهیه‌کننده‌های مختلفی از جمله دنجا، بلادشای اند اوانت، شان گرت و د نپتونز همکاری کرد.
در ابتدا قرار بود بلک‌اوت در ۱۳ نوامبر در ایالات متحده منتشر شود، اما پس از از فاش‌شدن آنلاین، یک‌باره منتشر شد. آلبوم با استقبال مثبتی از منتقدان موسیقی روبرو شد، برخی از آن‌ها آلبوم را به عنوان مترقی‌ترین و کامل‌ترین آلبوم اسپیرز توصیف کردند. با فروش ۲۹۰٬۰۰۰ نسخه در هفته نخست انتشار، آلبوم در رتبه دوم بیلبورد ۲۰۰ شروع به کار کرد. تا پایان سال ۲۰۰۸، بلک‌اوت ۳٫۱ میلیون نسخه در سراسر جهان فروخته بود. تک‌آهنگ‌های «باز هم می‌خوام»، «تکه‌ای از من» و «سر حرف را باز کن» به ترتیب در جایگاه ۳، ۱۸ و ۴۳ در ۱۰۰ آهنگ داغ بیلبورد قرار گرفتند. برخلاف آلبوم‌های قبلی او، اسپیرز به اندازه کافی بلک‌اوت را تبلیغ نکرد؛ تنها حضور تلویزیونی او برای تبلیغ بلک‌اوت، یک حضور جهانی برای اجرای «باز هم می‌خوام» در جوایز ویدئو موسیقی ام‌تی‌وی ۲۰۰۷ بود. هرچند که بسیاری از ترانه‌های بلک‌اوت در تور جهانی اسپیرز، سیرک با هنرمندی بریتنی اسپیرز در سال ۲۰۰۹، تور زن افسونگر در ۲۰۱۱ و نمایش اقامتی اسپیرز در لاس وگاس اجرا شد.
در میراث این اثر، بلک‌اوت به عنوان یک نکته برجسته در حرفه موسیقی اسپیرز ذکر شده‌است، همچنین تأثیر عمده‌ای در موسیقی پاپ دهه ۲۰۱۰ داشته‌است. این آلبوم در چند دهه اخیر قرن بیست و یکم و در بهترین‌های فهرست آلبوم‌های همیشگی توسط چندین نشریه به نمایش درآمده است. . در سال ۲۰۱۲، این آلبوم در کتابخانه موسیقی تالار مشاهیر راک اند رول راه یافت. همچنین در رتبه ۳۹ فهرست بهترین آلبوم‌های قرن بیست و یکم مجله گاردین در سال ۲۰۱۹ قرار گرفت. در سال ۲۰۲۰، این آلبوم در رتبه ۴۴۱ فهرست ۵۰۰ آلبوم برتر تمام اعصار رولینگ استون قرار گرفت.

## زمینه و توسعه

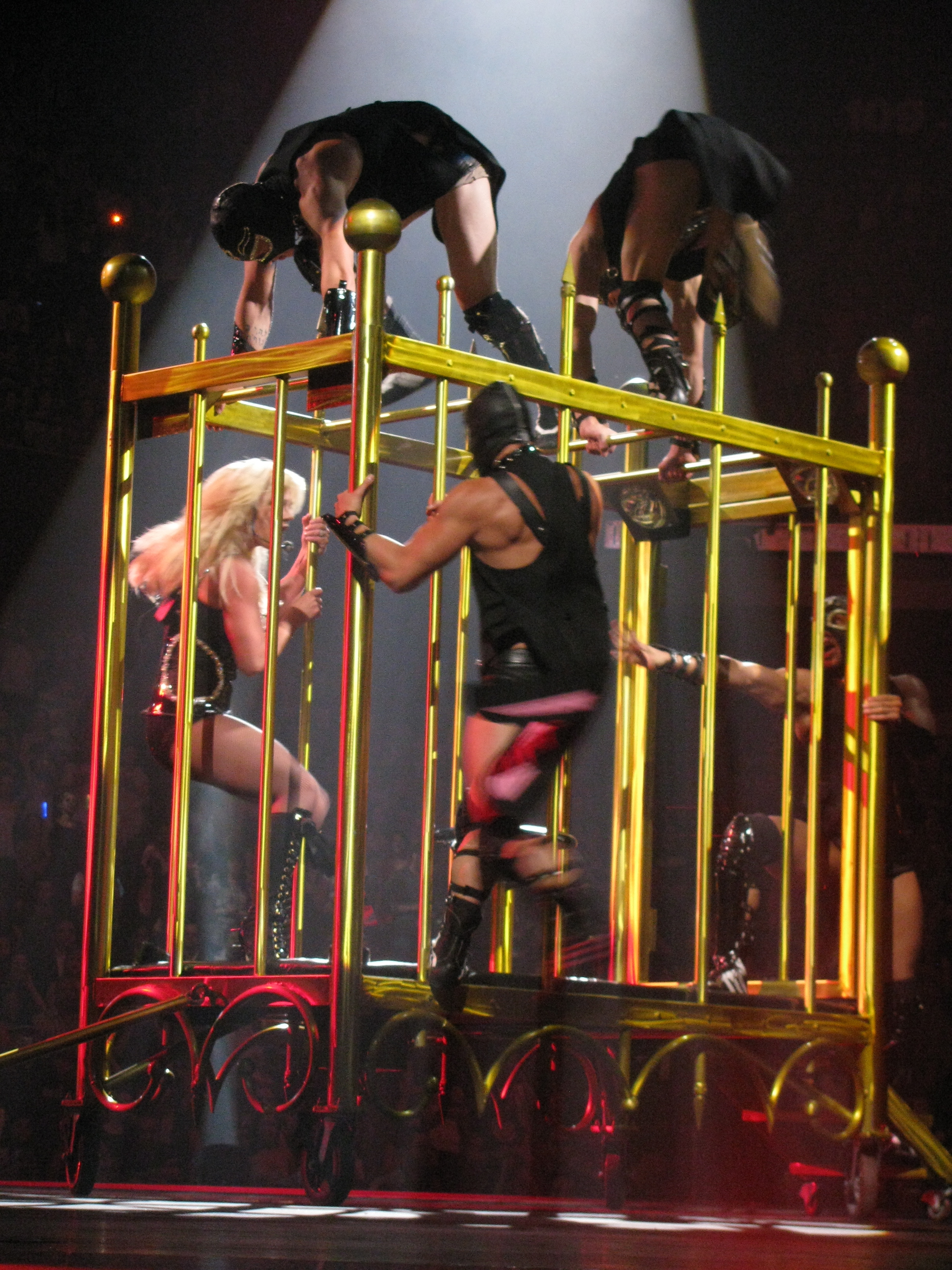
یکی از اجراهای آلبوم بلک‌اوت

در نوامبر ۲۰۰۳، در حالی که چهارمین آلبوم استودیویی خود داخل محدوده را تبلیغ می‌کرد، اسپیرز در طی یک مصاحبه با انترتینمنت ویکلی گفت که او در حال حاضر ترانه‌هایی را برای آلبوم بعدی خود می‌نویسد و همچنین امید دارد که در سال ۲۰۰۴ ناشر موسیقی خود را راه‌اندازی کند. هنریک جانبک تأیید کرد که «در اتوبوس و در اتاق هتل او بین کنسرت‌های» لگ اروپایی تور هتل اونیکس ترانه‌هایی را با او می‌نوشته‌است. پس از ازدواجش با کوین فردرلین در اکتبر سال ۲۰۰۴، اسپیرز با ارسال نامه‌ای در وبسایت رسمی خود اعلام کرد که قصد دارد «برای لذت بردن از زندگی مدتی از حرفه خود مرخصی بگیرد.»